# Краљ Србије
Краљ Србије био је поглавар државе од 1882. до 1918. године у монархији Краљевини Србији.
Носиоци ове титуле били су: краљ Милан Обреновић који је крунисан за краља 1882. године, затим његов син краљ Александар Обреновић који је крунисан за краља 1889. године и последњи краљ Србије Петар Карађорђевић који је 1903. године крунисан за краља Србије након Мајског преврата. Краљ Србије није имао ограничен мандат, али је имао право на абдикацију.

## Устав Србије из 1888.
Према Уставу (1888) краљ Србије је био истовремено краљ и врховни заповедник све земаљске силе. Он је:
- заступао земљу у свима односима са страним државама;
- потврђивао и проглашавао законе;
- давао законом установљене ордене и друга одличија;
- имао право на ковање новца;
- имао право да даје амнестије.

## Устав Србије из 1901.
Према Уставу (1901) краљ Србије је био истовремено краљ и врховни заповедник војске. Он је:
- представљао и заступао земљу у односима са страним државам;
- потврђивао и проглашавао законе;
- давао законом установљене ордене и друга одличија;
- имао право на ковање новца;
- имао право да даје амнестије.

## Устав Србије из 1903.
Према Уставу (1903) краљ Србије је био истовремено краљ и врховни заповедник све земаљске силе. Он је:
- представљао и заступао земљу у односима са страним државам;
- потврђивао и проглашавао законе;
- давао законом установљене ордене и друга одличија;
- имао право на ковање новца;
- имао право да даје амнестије.

## Краљеви Србије
Обреновићи
      Карађорђевићи
| Редослед              | Поглавар државе      | Поглавар државе      | Рођен/умро | Почетак владавине | Крај владавине   |
| --------------------- | -------------------- | -------------------- | ---------- | ----------------- | ---------------- |
| Краљ Србије 1882—1918 |                      |                      |            |                   |                  |
| 1                     | Милан Обреновић      | Милан Обреновић      | 1854–1901  | 6. март 1882      | 6. март 1889     |
| 2                     | Александар Обреновић | Александар Обреновић | 1876–1903  | 6. март 1889      | 29. мај 1903     |
| 3                     | Петар Карађорђевић   | Петар Карађорђевић   | 1844–1921  | 15. јун 1903      | 1. децембар 1918 |